# Scrobigera melania
Scrobigera melania är en fjärilsart som beskrevs av Joann. 1900. Scrobigera melania ingår i släktet Scrobigera och familjen nattflyn. Inga underarter finns listade.